# Petrus Serrarius
Pierre Serrurier, de son nom de plume Petrus Serrarius (Londres, 1600 - Amsterdam, 1669) est un théologien millénariste néerlandais. Négociant de profession, on l'a qualifié de doyen des doctrinaires dissidents d’Amsterdam. Collaborateur et mécène de Baruch Spinoza, Popkin voit en lui « le lien de Spinoza avec le monde. »

## Biographie
Serrarius, dont le nom de famille, Serrurier, est d'origine wallonne, étudia à Christ Church (Oxford) de 1617 à 1619. Fidèle collégiant, il se lia avec Adam Boreel, John Dury et Manassé ben Israël. Il se passionna pour le Judaïsme, ce qui le conduisit à la pratique de la gematria et aux idées messianiques de Sabbataï Tsevi. Il écrivit d'ailleurs lui-même sur le millénarisme.
Quoique devenu fondamentalement philosémite, avec un intérêt passionné pour les Dix tribus perdues, il demeurait un calviniste orthodoxe : ainsi il continuait d'entretenir de bonnes relations avec les Quakers d’Amsterdam, s'entretenait avec William Ames et correspondait avec le baptiste Henry Jessey.
Il a contribué à diffuser la kabbale d’Isaac Luria.
Il a joué le rôle de relai pour la correspondance entre l’Angleterre et la Hollande même pendant la guerre anglo-hollandaise. Il n’est pas impossible que ses échanges avec Henry Oldenburg aient contribué à l’emprisonnement de celui-ci,.
Mais Serrarius rompit avec son église avant de s'établir à Amsterdam, vers 1630. Il attaqua les thèses de Lodewijk Meyer, puis celles de Moïse Amyraut qui, dans son essai Du règne de mille ans ou de la Prospérité de l'Église (1654) s'était opposé aux millénaristes. Serrarius répliqua par un pamphlet, Assertion du règne de mille ans (1657), qui fut à son tour critiqué par Samuel Marésius, un disciple de Franciscus Gomarus. Marésius montra que les références de Serrarius aux idées de Joseph Mede étaient sans fondement.